# Aphonopelma johnnycashi
Aphonopelma johnnycashi  (лат.) — вид пауков-птицеедов из рода Aphonopelma.

## Ареал
Эндемик США — вид обитает на равнинах и в предгорьях на западе гор Сьерра-Невада (Калифорния).

## Открытие и этимология названия

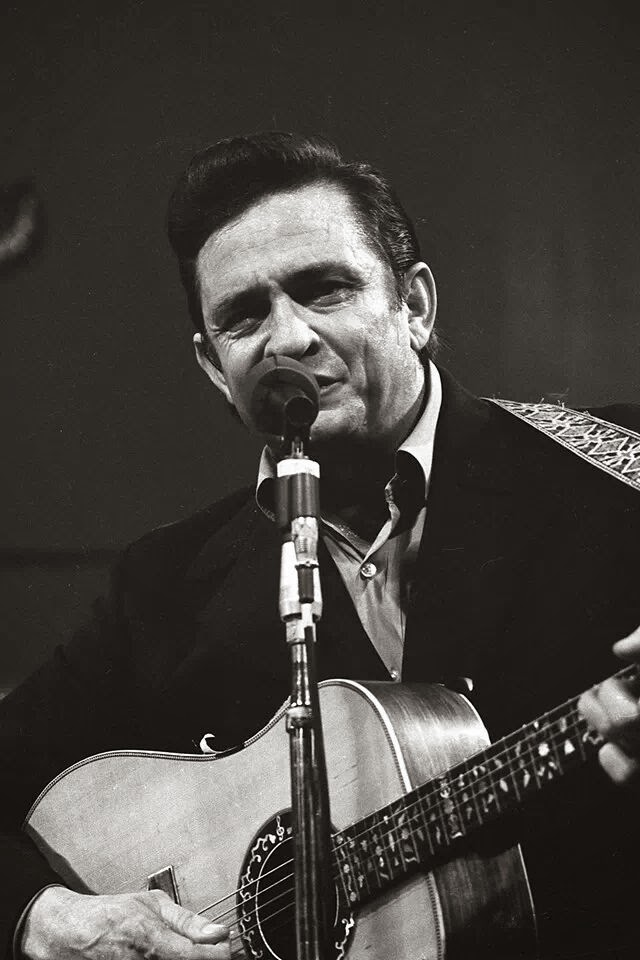
Джонни Кэш в 1969 году

Новый вид паука был впервые найден в 2015 году в районе гор Сьерра-Невады, недалеко от тюрьмы Фолсом (штат Калифорния). Видовое название было дано в честь американского певца и композитор-песенника, ключевой фигуры в музыке кантри, одного из самых влиятельных музыкантов XX века — Джонни Кэша (англ. Johnny Cash; 26 февраля 1932 — 12 сентября 2003). Выбор имени был обусловлен тем, что этот паук был найден рядом с тюрьмой Фолсом, воспетой Кэшем в своей песне «Folsom Prison Blues».
По мнению первооткрывателя вида — арахнолога Криса Гемильтона (Chris Hamilton) из Обернского университета в Алабаме (США), подобное название весьма подходит к чёрной окраске самцов этого паука, поскольку имя Джонни Кэша часто ассоциируется с образом «человека в чёрном», появившемся у певца из-за его привычки носить тёмную одежду, о которой он написал знаменитую песню «Человек в чёрном» (Man in Black).
Новый вид был обнаружен в ходе исследования митохондриальной ДНК более 1800 экземпляров пауков-птицеедов. В результате анализа были выделены 29 видов фауны США, 14 из которых оказались новыми для науки.

## Описание

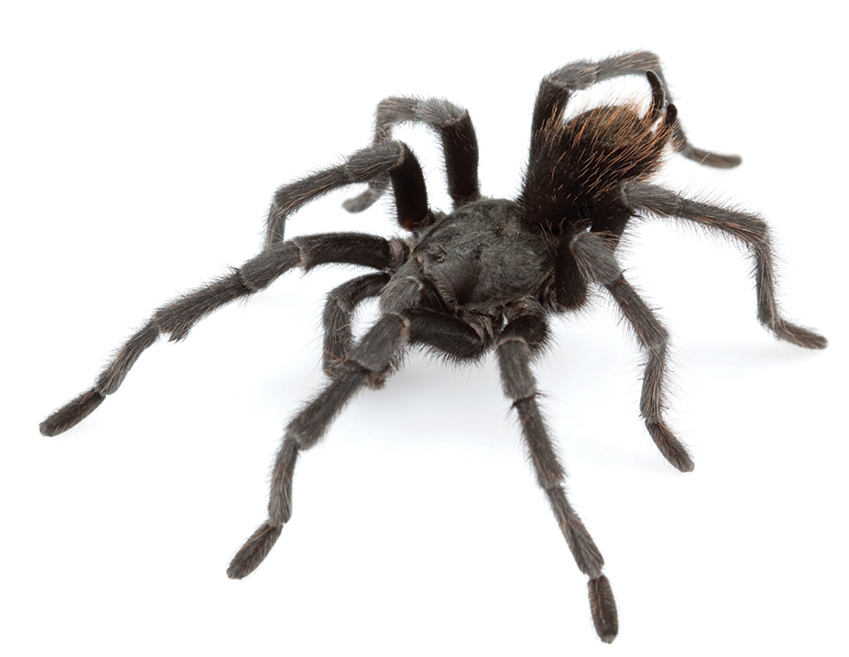
Самец

Размах лап до 15 см. Окраска самцов — чёрная, самок — тёмно-коричневая. Карапакс — чёрный. Наружная боковая поверхность базальных сегментов ног имеет шиповидные волоски. Как и большинство североамериканских тарантулов, они относительно безопасны для людей, их яд при укусе только слегка раздражает кожу. Таксон Aphonopelma johnnycashi включён в видовую группу iodius (Iodius species group) и отличается комбинацией морфологических, молекулярных и географических признаков. Чёрные самцы A. johnnycashi отличаются чёрной окраской от коричневых самцов близкого вида Aphonopelma iodius. Самцы A. johnnycashi также отличаются пропорцией длины голеней первой и третьей пары ног T1/T3 (≥1.25; 1.25—1.31), в то время как у сходного вида Aphonopelma eutylenum (≤1.23; 1.16—1.23); соотношение длин лапок передней пары ноги голени третьей пары ног A1/T3 (≥0.81; 0.81—0.91) больше, чем у вида Aphonopelma chalcodes (≤0.79; 0.67—0.79). Также различаются нуклеотидные последовательности митохондриальной ДНК и ареалы этих внешне сходных видов: A. chalcodes (Аризона), A. eutylenum (южная Калифорния),  A. iodius (Аризона, Невада, Калифорния, Юта), A. johnnycashi (северная Калифорния).